# Adam Kokoszka
Adam Kokoszka (Andrychów, 6 oktober 1986) is een Pools voetballer.

## Clubcarrière
Kokoszka begon zijn profloopbaan in 2003 bij Wisła Kraków. Vanaf 2008 speelde hij ruim twee seizoenen als verdediger voor het Italiaanse Empoli. Sinds begin 2011 speelt hij op huurbasis voor Polonia Warschau.

## Interlandcarrière
Hij speelde sinds 2006 tien keer (twee goals) voor Polen en maakte deel uit van de selectie voor Euro 2008.

## Erelijst
Wisła Kraków
- Ekstraklasa

2007/08